# Европско првенство у атлетици на отвореном 1962 — бацање диска за мушкарце
Такмичење у бацању диска у мушкој конкуренцији на 7. Европском првенству у атлетици 1962. одржано је 12. и 13. септембра у Београду на стадиону ЈНА.
Титулу освојену у Стокхолму 1958, није одбранио Едминд Пјатковски из Пољске.

## Земље учеснице
Учествовало је 27 такмичара из 16 земаља. 
1. Бугарска (1)
2. Грчка (2)
3. Италија (3)
4. Југославија (2)
5. Мађарска (2)
6. Немачка (3)
7. Норвешка (1)
8. Пољска (2)
9. Совјетски Савез (2)
10. Уједињено Краљевство (1)
11. Финска (2)
12. Француска (1)
13. Холандија (1)
14. Чехословачка (2)
15. Швајцарска (1)
16. Шведска (1)

## Рекорди
| Рекорди пре почетка Европског првенства 1962.     | Рекорди пре почетка Европског првенства 1962. | Рекорди пре почетка Европског првенства 1962. | Рекорди пре почетка Европског првенства 1962. | Рекорди пре почетка Европског првенства 1962. | Рекорди пре почетка Европског првенства 1962. |
| ------------------------------------------------- | --------------------------------------------- | --------------------------------------------- | --------------------------------------------- | --------------------------------------------- | --------------------------------------------- |
| Светски рекорд                                    | Ал Ертер                                      | Сједињене Државе                              | 62,45                                         | Чикаго, САД                                   | 1. јул 1962.                                  |
| Европски рекорд                                   | Владимир Трусењев                             | СССР                                          | 61,64                                         | Лењинград, СССР                               | 6. јун 1962.                                  |
| Рекорди Европских првенстава                      | Едминд Пјатковски                             | Пољска                                        | 53,92                                         | Стокхолм, Шведска                             | 23. август 1958.                              |
| Рекорди после завршетка Европског првенства 1962. |                                               |                                               |                                               |                                               |                                               |
| Рекорди Европских првенстава                      | Едминд Пјатковски                             | Пољска                                        | 55,79                                         | Београд, Југославија                          | 12. септембар 1962.                           |
| Рекорди Европских првенстава                      | Владимир Трусењев                             | СССР                                          | 57,11                                         | Београд, Југославија                          | 13. септембар 1962.                           |

## Освајачи медаља
|                        |                     |                     |
| Владимир Трусењев СССР | Kees Koch Холандија | Лотар Милде Немачка |

## Сатница
| Датум               | Време | Ниво          |
| ------------------- | ----- | ------------- |
| 12. септембар 1962. | 17:50 | Квалификације |
| 13. септембар 1962. | 15:30 | Финале        |

## Квалификациона норма
| 53,00 м |

## Резултати

### Квалификације
Квалификациона норма за улазак у финале износила је 53,00 метара (КВ).Норму је пребацило 10 такмичара. Још двоје се пласирало на основу резултата (кв).

| Пласман | Атлетичар            | Земља                | Резултат | Белешке |
| ------- | -------------------- | -------------------- | -------- | ------- |
| 1.      | Едминд Пјатковски    | Пољска               | 55,79    | КВ, РЕП |
| 2.      | Kees Koch            | Холандија            | 54,72    | КВ      |
| 3.      | Viktor Kompaneyets   | Совјетски Савез      | 53,96    | КВ      |
| 4.      | Владимир Трусењев    | Совјетски Савез      | 53,88    | КВ      |
| 5.      | József Szécsényi     | Мађарска             | 53,38    | КВ      |
| 6.      | Lars Haglund         | Шведска              | 53,28    | КВ      |
| 7.      | Ђорђе Ракић          | Југославија          | 53,19    | КВ      |
| 8.      | Тодор Артарски       | Бугарска             | 53,16    | КВ      |
| 9.      | Лотар Милде          | Немачка              | 53,11    | КВ      |
| 10.     | Лудвик Данек         | Чехословачка         | 53,00    | КВ      |
| 11.     | Fritz Kühl           | Немачка              | 52,86    | кв      |
| 12.     | Carmelo Rado         | Италија              | 52,77    | кв      |
| 13.     | Дарко Радошевић      | Југославија          | 52.56    |         |
| 14.     | Stein Haugen         | Норвешка             | 52,52    |         |
| 15.     | Zenon Begier         | Пољска               | 52,39    |         |
| 16.     | Керол Линдрос        | Финска               | 51,96    |         |
| 17.     | Пенти Репо           | Финска               | 51,83    |         |
| 18.     | Јосеф Клик           | Немачка              | 50,95    |         |
| 19.     | Гаетано дела Приа    | Италија              | 50,71    |         |
| 20.     | Ладислав Петровић    | Чехословачка         | 50,28    |         |
| 21.     | Пјер Алард           | Француска            | 49,96    |         |
| 22.     | Ferenc Klics         | Мађарска             | 49,49    |         |
| 23.     | Georgios Tsakanikasћ | Грчка                | 48,96    |         |
| 24.     | Mathias Mehr         | Швајцарска           | 47,82    |         |
| 25.     | Eric Cleaver         | Уједињено Краљевство | 47,08    |         |
|         | Ентони Коунадис      | Грчка                | БП       |         |
|         | Франко Гроси         | Италија              | БП       |         |

### Финале
| Пласман | Атлетичар          | Земља           | Резултат | Белешке |
| ------- | ------------------ | --------------- | -------- | ------- |
|         | Владимир Трусењев  | Совјетски Савез | 57,11    | РЕП     |
|         | Kees Koch          | Холандија       | 55,96    |         |
|         | Лотар Милде        | Немачка         | 55,47    |         |
| 4.      | Едминд Пјатковски  | Пољска          | 55,13    |         |
| 5.      | Viktor Kompaneyets | Совјетски Савез | 54,74    |         |
| 6.      | József Szécsényi   | Мађарска        | 54,66    |         |
| 7.      | Fritz Kühl         | Немачка         | 53,86    |         |
| 8.      | Carmelo Rado       | Италија         | 52,82    |         |
| 9.      | Лудвик Данек       | Чехословачка    | 52,12    |         |
| 10.     | Тодор Артарски     | Бугарска        | 51,01    |         |
| 11.     | Lars Haglund       | Шведска         | 50,48    |         |
| 12.     | Ђорђе Ракић        | Југославија     | 49,80    |         |